# 한국호텔관광학회
한국호텔관광학회는 학술활동을 통해 호스피탈리티 경영학 및 관광관련 학문의 발전과 국가관광정책 수립에 기여하고 나아가 대한민국 환대산업 발전에 이바지하기 위하여 2007년 11월 1일 설립된 대한민국 문화체육관광부 소관의 사단법인이다. 사무실은 서울특별시 동대문구 회기동 1 경희대학교 호텔관광대학 612호에 있다.

## 주요 사업
- 호스피탈리티, 관광, 조리, 외식산업에 관한 학술연구와 발표
- 전항과 관련한 학술지 발간․학술 세미나, 강습, 강연회 개최
- 국내외 호스피탈리티, 관광, 조리, 외식 관련 업체와의 공동사업 및 프로젝트 수행
- 기타 본회의 목적달성에 필요한 사항